# Martin Eberhard von Jungkenn
Martin Eberhard Freiherr von Jungkenn genannt Münzer von Mohrenstamm (* um 1679 bis 1692 in Freinsheim; † 23. Juni 1769 in Adelmannsfelden) war ein preußischer Generalmajor und Chef des Garnisonsregiments „von Grape“.

## Leben

### Herkunft
Er entstammte dem reichsritterschaftlichen Briefadelsgeschlecht Jungkenn genannt Münzer von Mohrenstamm. Seine Eltern waren der kurpfälzische Hauptmann der Dragoner und spätere Kaufmann in Frankenthal Johann Emanuel von Jungkenn (1648–1693) und dessen Ehefrau Anne Sophie, geborene Hildebrand. Ein Neffe von ihm war der spätere Kriegsminister von Hessen-Kassel Friedrich Christian Arnold von Jungkenn.

### Militärkarriere
Jungkenn ging zunächst in die Armee des Herzogs von Württemberg und zusammen mit dem Regiment „Alt-Württemberg“ nach Ungarn. Er kämpfte 1716 bei Peterwardein und 1717 bei Belgrad. Von hier ging er nach Italien und 1719 nach Sizilien. Dort kämpfte er beim Entsatz von Melazzo, bei Francavilla und Messina. 1730 kam er nach Deutschland zurück. Von 1733 bis 1735 war er in die Kämpfe gegen die Franzosen verwickelt. Er war Oberstleutnant, als sein Regiment 1741 als Infanterieregiment Nr. 46 in preußische Dienste kam. Am 17. September 1745 wurde er dort Oberst und 1745 Kommandeur im Infanterieregiment „Riedel“. 1749 übernahm er als Chef das Infanterieregiment „Dohna“ und wurde am 24. Juni 1751 zum Generalmajor ernannt. Mit Beginn des Siebenjährigen Krieges 1757 kam er mit seinem Regiment zur alliierten Armee und stellte die Besatzung der Festung Magdeburg. Im September 1757 war er kurz bei der Armee des Herzogs von Braunschweig, als diese aber nach Sachsen marschierte, blieb Jungkenn in Magdeburg. Im Dezember marschierte er nach Halberstadt, um das Land gegen die Einfälle der Franzosen zu schützen. Als diese aber mit 10.000 Mann gegen ihn vorrückten, zog er sich in Richtung Aschersleben und Bernburg zurück. Aber im gleichen Monat kam Unterstützung durch den Prinzen Heinrich von Preußen und am 1. Februar wurde die Stadt Hornburg angegriffen und die Franzosen mussten sich letztlich bis an die Weser zurückziehen. Sein Regiment wurde anschließend nach Sachsen verlegt. Der Gesundheitszustand von Jungkenn war aber schon angegriffen und so bat er um seine Entlassung. Er erhielt zunächst noch das Garnisonsregiments „von Grape“ und dimittierte am 8. März 1759.
Daraufhin zog er sich auf sein Gut Adelmannsfelden zurück.

### Familie
Jungkenn hatte sich am 17. März 1732 in Adelmannsfelden mit Eleonora Magdalena von Vohenstein (1712–1784) verheiratet. Aus der Ehe gingen acht Kinder hervor:
- Karl Alexander Gottlieb (* 1736), preußischer Premierleutnant im Infanterieregiment Nr. 44
- Karl Friedrich (1737–1802), preußischer Generalmajor
- Franz Georg Eberhard (1739–1788), preußischer Major im Infanterieregiment Nr. 44
- Wolfgang Ludwig (1740–1759), preußischer Fähnrich im Infanterieregiment „von Salmuth“
- Christiane Sophie Juliane (* 1741)
- Friederike Christiane Luise (* 1742) ⚭ Johann Friedrich Wilhelm Moritz von Romberg, preußischer Generalmajor
- Karl Johann Friedrich (* 1744)
- Georg Friedrich Ludwig (* 1745), hessischer Fähnrich